# Maury Schleicher
Maurice Gene Schleicher (* 17. Juli 1937 in Walnutport, Pennsylvania; † 15. April 2004 in Modesto, Kalifornien) war ein US-amerikanischer American-Football-Spieler und Scout. Er spielte als Defensive End und Linebacker unter anderem bei den Chicago Cardinals und den Los Angeles/San Diego Chargers in der National Football League (NFL) und in der American Football League (AFL). 

## Spielerlaufbahn

### Collegekarriere
Maury Schleicher wuchs in Slatington auf, wo er auch die High School besuchte. Von 1956 bis 1958 studierte er an der Pennsylvania State University und spielte für deren Footballmannschaft, den Penn State Nittany Lions, auf verschiedenen Positionen, wobei er überwiegend als Fullback und Defensive End zum Einsatz kam. Im Jahr 1958 konnte er mit seiner Mannschaft in den Liberty Bowl einziehen. Das Spiel gegen die University of Alabama konnte mit 7:0 gewonnen werden. Im selben Jahr wurde er in die Staats- und Ligaauswahl gewählt sowie zum All-American ernannt. Im Jahr 1959 spielte er im Senior Bowl einem Auswahlspiel für College-Football-Spieler. Aufgrund seiner sportlichen Leistungen wurde er von seinem College mehrfach ausgezeichnet.

### Profikarriere
Maurice Schleicher wurde im Jahr 1959 von den Chicago Cardinals in der fünften Runde an 50. Stelle gedraftet. Die Mannschaft aus Chicago zahlte ihm ein Jahressalär von 10.000 US-Dollar, sowie ein Handgeld von 1.500 US-Dollar. Nach einem Spieljahr in der NFL wechselte Schleicher in die neugegründete AFL zu den Los Angeles Chargers. Die Chargers konnten sich unter Anleitung von Head Coach Sid Gillman sofort als Spitzenteam in der Liga etablieren. Jack Kemp, Quarterback der Chargers, gelang es die Mannschaft im Jahr 1960 in das AFL Endspiel zu führen, wo man allerdings den Houston Oilers mit 24:16 unterlag. Nach einem Spieljahr in Los Angeles zogen die Chargers nach San Diego um. Schleicher konnte sich mit seiner Mannschaft nochmals für das AFL Endspiel qualifizieren, musste aber eine erneute Niederlage gegen die Oilers hinnehmen. Nach einem weiteren Spieljahr in San Diego wechselte Maury Schleicher in die Canadian Football League (CFL) zu den Toronto Argonauts. Nach der Saison 1963 beendete er seine Laufbahn.

## Nach der Laufbahn
In der Saison 1965 kehrte Maury Schleicher zum Footballsport zurück und wurde Assistenztrainer von Al Davis bei den Oakland Raiders. Nach dieser Spielrunde war er als Scout bei den Raiders tätig.